# جورج أرمسترونغ
جورج أرمسترونغ (بالإنجليزية: George Armstrong)‏، من مواليد 9 أغسطس 1944 في هيبورن في إنجلترا، وتوفي في 1 نوفمبر 2000، لاعب كرة قدم إنجليزي سابق، ومدرب كرة قدم إنجليزي سابق.
درب منتخب الكويت لكرة القدم بين عامي 1988 و1989.

## روابط خارجية
- جورج أرمسترونغ على موقع قاعدة بيانات كرة القدم.إي يو (الإنجليزية)